# Thyridanthrax svenhedini
Thyridanthrax svenhedini är en tvåvingeart som beskrevs av Paramonov 1933. Thyridanthrax svenhedini ingår i släktet Thyridanthrax och familjen svävflugor. Inga underarter finns listade i Catalogue of Life.